# Stelling van De Moivre
De stelling van De Moivre zegt dat voor elk complex getal, en daarmee ook voor elk reëel getal, {\displaystyle x} geldt dat:
{\displaystyle (\cos x+i\sin x)^{n}=\cos(nx)+i\sin(nx)}
waarin {\displaystyle i} staat voor de imaginaire eenheid.
Deze stelling is van belang, omdat zij een verbinding legt tussen de complexe getallen en de goniometrie.
De stelling is geformuleerd door de Franse wiskundige Abraham de Moivre.

## Bewijs van de stelling
De stelling van De Moivre volgt uit de formule van Euler, die luidt:
{\displaystyle e^{ix}=\cos(x)+i\sin(x)}
Dus is:
{\displaystyle (\cos x+i\sin x)^{n}=(e^{ix})^{n}=e^{inx}=\cos(nx)+i\sin(nx)}
Aangezien de formule van Euler in principe alleen voor reële getallen bewezen is, is dit bewijs niet volledig. Echter, de formule van Euler is ook waar voor complexe getallen, dus volgt hieruit dat de stelling van de Moivre ook geldt voor complexe getallen. In de strikte zin van het woord is dit echter geen bewijs, maar een afleiding. Historisch gezien kwam de formule van Euler ook na de stelling van de Moivre.

## Toepassing
Dat de stelling zeer 'krachtig' is, blijkt wanneer voor {\displaystyle n} bij wijze van toepassing een concreet getal wordt ingevuld.
Hierbij moet men tevens gebruiken dat twee complexe getallen {\displaystyle z_{1}} en {\displaystyle z_{2}} dan en slechts dan aan elkaar gelijk zijn als zowel hun reële delen als hun imaginaire delen aan elkaar gelijk zijn:
{\displaystyle \mathrm {Re} (z_{1})=\mathrm {Re} (z_{2})}
en 
{\displaystyle \mathrm {Im} (z_{1})=\mathrm {Im} (z_{2})}
Als we nu bijvoorbeeld de waarde {\displaystyle n=4} invullen in de stelling van De Moivre, volgt: 
{\displaystyle \cos ^{4}x+4i\cos ^{3}x\sin x+6i^{2}\cos ^{2}x\sin ^{2}x+4i^{3}\cos x\sin ^{3}x+i^{4}\sin ^{4}x=\cos(4x)+i\sin(4x)}
ofwel
{\displaystyle \cos ^{4}x-6\cos ^{2}x\sin ^{2}x+\sin ^{4}x+i\,(4\cos ^{3}x\sin x-4\cos x\sin ^{3}x)=\cos(4x)+i\sin(4x)}
De conclusie is dat voor alle {\displaystyle x} de volgende goniometrische identiteiten gelden: 
{\displaystyle \cos(4x)=\cos ^{4}x-6\cos ^{2}x\sin ^{2}x+\sin ^{4}x}
{\displaystyle \sin(4x)=4\cos ^{3}x\sin x-4\cos x\sin ^{3}x}